# Werner Lauterbach (Heimatforscher)
Werner Lauterbach (* 10. Juni 1930 in Cunnersdorf; † 12. August 2012 in Freiberg) war ein deutscher Heimatforscher, Volkskundler, Publizist und Autor.

## Leben
Bereits in seiner Jugend zeigte Lauterbach, angeregt durch die Publikationen Max Kästners, sein heimatgeschichtliches Interesse. Wie sein Vorbild Kästner ergriff Lauterbach den Lehrerberuf, den er bis zu seiner Pensionierung im Jahre 1992 ausübte.
Lauterbach gehörte 1990 zu den Gründungsmitgliedern des Freiberger Altertumsvereins, er leitete Arbeitsgruppe Biergeschichte und war bis zu seinem Tode im Vorstand des Vereins. Seit dem Wiedererscheinen der Mitteilungen des Freiberger Altertumsvereins im Jahre 1992 war Lauterbach verantwortlicher Redakteur und Vorsitzender des Redaktionskollegiums. Außerdem wirkte er in seiner Heimatstadt Freiberg als Stadtführer.
Schwerpunkte der Forschungen waren die Geschichte der Stadt Freiberg, des Freiberger Bieres sowie Persönlichkeiten des Freiberger Landes, insbesondere Christlieb Ehregott Gellert. In der Wochenzeitung „Freiberger Blick“ publizierte er eine Reihe über historische Freiberger Persönlichkeiten. Als Referent zeichnete sich Lauterbach durch seine lockere Vortragsweise aus, mit der es ihm gelang, historische Themen einem großen Publikum darzubieten. Seine Vortragstätigkeit, bei der er u. a. für die Deutsche Bombastus-Gesellschaft wirkte, reichte weit über Freiberg hinaus. So hielt er 1993 in Bruttig-Fankel vor 800 Zuhörern den Festvortrag über den Humanisten Petrus Mosellanus.
Für sein Lebenswerk wurde Lauterbach 2002 zusammen mit zwei weiteren Preisträgern mit dem erstmals verliehenen Andreas-Möller-Geschichtspreis der Sparkassenstiftung für Kunst und Kultur der Kreissparkasse Freiberg und des Freiberger Altertumsvereins geehrt. Im Jahre 2003 ehrte die Stadt Freiberg Lauterbachs Wirken mit dem Bürgerpreis, den neben ihm auch Günther Knauf erhielt.

## Publikationen (Auswahl)
- Sächsische Volkssagen, Teil 3: Von Freiberger Bauerhasen und anderen Sagen aus dem Gebiet zwischen der Freiberger Mulde und den beiden Striegistälern, Kulturbund der DDR 1986
- Bergrat Christlieb Ehregott Gellert, Deutscher Verlag für Grundstoffindustrie, 1994
- Abhandlungen über die Bergsucht aus den Jahren um 1537 / Bombastus Paracelsus von Hohenheim, Schriftenreihe Akten und Berichte vom sächsischen Bergbau, Heft 35, Jens-Kugler-Verlag, 2001
- Stadtführer Freiberg, Stadt-Bild-Verlag 2009
- Werner Lauterbach/Rüdiger Wirth: Freiberg, Sutton 2002
- Werner Lauterbach/Steffen Wagner: Der gespenstige Mönch – Sagen und wahre Begebenheiten aus Städten und Dörfern um das Kloster Altzella, Altis 2010
- Werner Lauterbach/Knut Neumann: Lebenslauf des Freiberger Bergmanns Friedrich Wilhelm Carolus,  Schriftenreihe Akten und Berichte vom sächsischen Bergbau, Heft 19, Jens-Kugler-Verlag, 1999
- Werner Lauterbach/Eberhard Mehnert: Zur Geschichte der Wärmewirtschaftlichen Abteilung am Braunkohlenforschungsinstitut der Bergakademie Freiberg unter dem Direktorat von Friedrich Seidenschnur 1921 bis 1935, Institut für Engerieverfahrenstechnik und Chemieingenieurwesen, TU Bergakademie Freiberg, 2006
- Werner Lauterbach/Eberhard Mehnert: Zur Geschichte der technischen Versuchsanlage des Braunkohlenforschungsinstitutes der Bergakademie Freiberg unter der Leitung von Alfred Jäppelt in den Jahren 1935 bis 1947, Institut für Engerieverfahrenstechnik und Chemieingenieurwesen, TU Bergakademie Freiberg, 2009
- Werner Lauterbach/Dieter Löwe: Braunahrung gehörte zur Stadtnahrung, das Brauwesen Freibergs im 14. und 15. Jahrhundert, Acht Jahrhunderte Bier in Freiberg, Teil 1, Mitteilungen des Freiberger Altertumsvereins 79. Heft, Freiberg 1997
- Werner Lauterbach/Dieter Löwe: Das Brauwesen vom 18. bis Mitte des 19. Jahrhunderts,  Acht Jahrhunderte Bier in Freiberg, Teil 2, Mitteilungen des Freiberger Altertumsvereins 81. Heft, Freiberg 1998
- Werner Lauterbach: Freiberger Gaststätten – Tradition und Gastlichkeit im Wandel der Zeiten, Acht Jahrhunderte Bier in Freiberg, Teil 5, Mitteilungen des Freiberger Altertumsvereins 89. Heft, Freiberg 2001